# Palazzo dello Spedale
Il palazzo dello Spedale è un edificio situato nel centro storico di Castiglione della Pescaia, all'interno della cinta muraria, in via dell'Ospedale, nei pressi della porta attigua alla chiesa di San Giovanni Battista.

## Storia
Il complesso architettonico sorse all'inizio del XVII secolo come struttura assistenziale di riferimento per il centro storico cittadino. Nel corso dei secoli successivi, l'edificio ha subito vari interventi di ristrutturazione che lo hanno rimaneggiato fino alle attuali dimensioni. Le funzioni assistenziali sono tuttavia proseguite fino ai giorni nostri, essendo stato adibito a casa di riposo.

## Descrizione
Il palazzo dello Spedale si presenta come una semplice struttura architettonica a pianta rettangolare, con il prospetto principale che si articola su due livelli affacciandosi su via dell'Ospedale, mentre la facciata opposta sul lato orientale e il lato corto settentrionale si sviluppano su tre livelli per adattarsi al dislivello del terreno su cui sorge l'intero complesso.
Lungo i vari livelli si aprono finestre di forma quadrangolare, mentre al pian terreno della facciata principale si aprono alcuni portoni d'ingresso architravati di forma rettangolare.